# Netunice
Netunice är en ort i Tjeckien.   Den ligger i regionen Plzeň, i den västra delen av landet, 90 km sydväst om huvudstaden Prag. Netunice ligger 462 meter över havet och antalet invånare är 166.
Terrängen runt Netunice är huvudsakligen platt, men norrut är den kuperad. Runt Netunice är det ganska glesbefolkat, med 32 invånare per kvadratkilometer. Närmaste större samhälle är Plzeň, 15,0 km norr om Netunice. I omgivningarna runt Netunice växer i huvudsak blandskog.